# ジェネリック (オートバイ)
ジェネリック（Generic） は、オーストリアのオートバイメーカーであるKSRグループが2004年に立ち上げたモペッド、スクーターなどのオートバイブランドである。
モペッドやスクーター、オートバイの企画・設計・立案はオーストリア本国で行うが、製造は中国で行っている。主に排気量50ccから250ccのオートバイが中心である。日本でも一時、ナーベルフォースが輸入元となり輸入したことがある。

## 車種

### 現在
- MOPED50
- MOPED100
- TRIGGER50 X
- TRIGGER50 X Competition
- TRIGGER50 SM
- TRIGGER50 SM ONE
- TRIGGER50 SM Competition
- VULCAN100
- Madison110
- TW125SM
- TR125SM
- NIMBUS125
- MERCURY125
- RUMBLER125
- WORX125
- WORX150
- CODE X 125
- CODE X 150
- CODE X 200
- CODE S 125
- CODE S 150
- CODE S 200
- DAYTON150
- GRS150
- GRS600
- TRANO150
- REVOLVER CLASSIC250
- REVOLVER LOWRIDER250

スクーター
- Venos110
- N'Joy110
- INOX125